# Група на Алианса на либералите и демократите за Европа
 Тази статия е за парламентарната група в Европейския парламент през 2004-2019.  За европейската партия вижте Алианс на либералите и демократите за Европа.  
Алиансът на либералите и демократите за Европа (АЛДЕ, на английски: Alliance of Liberals and Democrats for Europe – ALDE, на френски: Alliance des Démocrates et des Libéraux pour l'Europe – ADLE) е международно обединение, включващо партията Алианс на либералите и демократите за Европа и Европейската демократическа партия. Има политически групи в Европейския парламент, Комитета на регионите на Европейския съюз, Парламентарната асамблея на Съвета на Европа и Парламентарната асамблея на НАТО. В тези групи има и независими участници извън двете партии.
Предишни имена на групата на алианса в Европейския парламент:
- Либерална и демократическа група (LD)
- Либерална и демократическа реформистка група (LDR)
- Европейска либерална демократическа и реформистка група (ELDR)
- Група на Алианса на либералите и демократите за Европа (ALDE)
- Обнови Европа (Renew Europe) – настоящото име